# Cathleen Rouleau
Pour les articles homonymes, voir Rouleau.
Cathleen Rouleau, née en 1981, est une humoriste, animatrice, chroniqueuse, comédienne, scénariste et écrivaine québécoise,,.  

## Biographie
Cathleen Rouleau est diplômée du Cégep de Saint-Laurent en art dramatique ainsi que de l'École Nationale de l’Humour (2003),,.  Elle est chroniqueuse, animatrice et écrivaine de neuf romans jeunesse en plus de participer à de nombreux festivals d'humour, tant au Québec qu'à l'international. Elle joue également dans une demi-douzaine de publicités télévisées et elle décroche des rôles dans plusieurs séries de fiction en plus d'être scénariste de deux séries télévisuelles, soit À propos d'Antoine et True Lov ,.   
Cathleen Rouleau écrit aussi des chroniques dans le Journal de Montréal, le Journal de Québec ainsi que dans le magazine Summum,,. Aux côtés d'Anthony Kavanagh, elle présente également deux prix au International Emmy Awards.   

## Animation & chroniques
Elle commence sa carrière en tant que chroniqueuse notamment pour Cliptoman (Musique plus), Sucré-Salé (TVA), Cap sur l’été (Radio-Canada) et En Supplémentaire (Radio-Canada), puis, elle devient animatrice, notamment pour le Show Parallèle (Musique plus) ainsi que pour Gros Titres (Matv).  
En 2021, Cathleen Rouleau anime plusieurs événements dont Vendredi tandem, en direct de la Salle ComediHa! ainsi que la troisième édition du happening Mamans Urbaines & Confettis au profit du Centre de pédiatrie sociale de Québec, lequel vise à soutenir les enfants et leur famille en situation de vulnérabilité,,. 

## Humour
En tant qu'humoriste, Cathleen Rouleau participe à de nombreux festivals d'humour dont Grand Rire (Québec), ComediHa! Fest (Québec), Zoofest (Montréal), Juste pour Rire (Montréal), Voo Rire (Belgique), Morges sous Rire (Suisse) ainsi que Les Fantaisies toulonnaises (France). 
Elle fait partie du collectif Les Filles de l'Humour, lequel se mérite le Nez d’Or (coup de cœur) du Grand Rire de Québec en 2013, une reconnaissance qui permet au collectif de se rendre en Belgique, puis de présenter un spectacle intitulé Les filles de l’humour remixées au festival de Morges en Suisse ,.  
Dans ses spectacles, Cathleen Rouleau aborde notamment les thèmes de la mort, de la maladie et des enfants. Dans un article du journal Le Soleil, elle parle de sa personnalité d'humoriste  : « Mon humour est entre le noir et l'absurde, avec un peu de naïveté ». 
Parmi ses nombreux spectacles, elle présente notamment un collectif dans le cadre du Show XXX au Club Soda, en 2011. En 2015, elle participe au Comédie Club, animé par l'humoriste Mathieu Cyr, une série de 12 mini galas qui réunit certains des coups de cœur de la relève humoristique québécoise. En 2016, elle présente un numéro dans le cadre du festival ComediHa! dont l'humour au féminin est mis de l'avant, puis en 2017, elle fait partie du spectacle intitulé À 3/4 d'heure du succès, un one man show présenté dans le cadre de la première édition du festival ComediHa! Saguenay . À cet effet, dans Le Quotidien, Anne-Marie Gravel mentionne :  « Cathleen Rouleau peut amener le public n'importe où. Avec son air inoffensif, elle surprend les spectateurs avec une dose d'audace et d'effronterie ». 
Elle participe également au ComediHa! Fest-Québec (2019, 2021), puis en 2021, elle prend part à une émission virtuelle, L'ABRI de Québec, visant à briser l’isolement des jeunes pendant la pandémie, animée par l’humoriste Alexandre Barrette et diffusée sur la plateforme ComediHa.TV,.
Cathleen Rouleau a joué dans plusieurs salles renommées du Québec et de l'International dont le Jamel Comedy Club (Paris).

## Télévision
En plus de tenir le premier rôle dans les émissions LOL (TVA), File d’attente (UnisTV) et Vrak La Vie (VRAK), elle tient un second rôle dans Escouade 99 (TVA). Elle participe également aux galas ComediHa! (Radio- Canada et Canal D) ainsi qu'aux émissions Trait d’humour (UnisTv), Un gars le soir (V) et Atomes Crochus (V),. On retrouve aussi Cathleen Rouleau dans de nombreuses publicités, notamment pour Centris, Tim Hortons, Volkswagen, Skip the Dishes, Chevrolet et Les Fromages du Québec).
À l'international, Cathleen Rouleau tourne, avec l'équipe de l'émission LOL, à Cuba, Paris et Las Vegas. Cette série sans dialogue est aujourd'hui diffusée dans 148 pays et remporte plusieurs prix dont le prix Gémeaux de l’émission s’étant le plus illustrée à l’étranger,. 
De plus, Cathleen Rouleau scénarise deux séries télévisuelles, soit À propos d'Antoine, une comédie dramatique, inspirée de sa propre expérience, qui expose le quotidien d’une famille hors du commun auprès d’un enfant polyhandicapé ainsi que True Lov,. « À propos d’Antoine marque un moment charnière pour : une première série comme auteure et surtout, un premier rôle principal comme actrice ».   

## Écriture jeunesse
Cathleen Rouleau est écrivaine de neuf romans jeunesse qui se déclinent en deux séries : Z. (Éditions des Intouchables) et Les Introuvables (Édition Les Malins). De plus, elle collabore en tant qu'écrivaine avec Ginette Reno sur un conte pour enfants qui s'intitule Flocon.

### Œuvres
- Z. 1 : Le secret du local S-80, Montréal, Éditions des Intouchables, 2010, 321 p.  (ISBN 9782895494676 et 2895494673)
- Z. 2 : Le fantôme de Chemin-Joseph, Montréal, Éditions des Intouchables, 2010, 323 p. (ISBN 9782895494683 et 2895494681)
- Z. 3 : Le testament de Jim, Montréal, Éditions des Intouchables, 2011, 314 p.  (ISBN 9782895494690 et 289549469X)
- Z. 4 : Le prisonnier du temps, Montréal, Éditions des Intouchables, 2012, 328 p.  (ISBN 9782895495000 et 2895495009)
- Les Introuvables 1 : Piège de glace, en collaboration avec Tristan Demers, Montréal, Édition Les Malins, 2013, 144 p. (ISBN 9782896571840 et 2896571841)
- Les Introuvables 2 : Eaux troubles, en collaboration avec Tristan Demers, Montréal, Édition Les Malins, 2013, 144 p. (ISBN 9782896572229 et 2896572228)
- Les Introuvables 3 : Compétition extrême, en collaboration avec Tristan Demers, Montréal, Édition Les Malins, 2014, p. (ISBN 9782896572434 et 2896572996)
- Les Introuvables 4 : Diamant noir, en collaboration avec Tristan Demers, Montréal, Édition Les Malins, 2015, 128 p. (ISBN 9782896572441 et 2896572449)
- Les Introuvables 5 : Pyramide du temps, en collaboration avec Tristan Demers, Montréal, Édition Les Malins, 2015, 144 p.  (ISBN 9782896572991 et 2896572996)